# Chrysothrix granulosa
Chrysothrix granulosa är en lavart som beskrevs av G. Thor. Chrysothrix granulosa ingår i släktet Chrysothrix och familjen Chrysothricaceae.   Inga underarter finns listade i Catalogue of Life.